# Daniel Teklehaimanot
Pour les articles homonymes, voir Teklehaimanot.
Daniel Teklehaimanot Girmazion, né le 10 novembre 1988 à Dbarwa, la capitale du district de Dbarwa, est un coureur cycliste érythréen.
Multiple champion d'Afrique de cyclisme, il devient en 2012 le premier coureur d'Afrique à participer au Tour d'Espagne et le premier coureur de son pays à prendre part à un grand tour ainsi que le premier coureur Africain à endosser un maillot distinctif du Tour de France en l'occurrence le maillot à pois en 2015. En Europe, ses principales victoires sont le Grand Prix du Saugeais (double vainqueur), la Prueba Villafranca de Ordizia en 2013 et le classement de la montagne du Critérium du Dauphiné en 2015 et 2016.

## Biographie

### Jeunesse et carrière amateur
Daniel Teklehaimanot débute à vélo par le VTT, avant de courir sur route à partir de 2005. En 2007, il remporte la sixième étape du Tour d'Érythrée. L'année suivante, il devient champion d'Érythrée sur route. En fin de saison, il devient champion d'Afrique du contre-la-montre espoirs et termine deuxième de la course en ligne espoirs. En 2008, avec l'équipe nationale érythréenne, il est cinquième du Tour Ivoirien de la Paix. Contacté par l'équipe polonaise Amore & Vita-McDonald's afin de la rejoindre en tant que stagiaire, sa fédération le lui interdit. Lors d'une course au Maroc, il est repéré par Michel Thèze, qui l'invite à rejoindre le Centre mondial du cyclisme l'année suivante.
En 2009, il intègre donc le Centre mondial du cyclisme. À son arrivée, un examen révèle une tachycardie nécessitant une opération. Il reprend la compétition en mai. Durant l'été, il réalise un très bon Tour de l'Avenir qu'il termine à la sixième place avec l'équipe du Centre mondial du cyclisme. Aux championnats du monde des moins de 23 ans à Mendrisio, il est 50e du contre-la-montre et de la course en ligne.
Fin 2010, il réussit l'exploit de s'adjuger les cinq titres africains mis en jeu chez les hommes. Il prend part au Tour de l'Avenir en tant que favori, mais après avoir perdu beaucoup de temps lors du prologue, il abandonne lors de la sixième étape. Entretemps, il rejoint l'équipe suisse Cervélo en tant que stagiaire,, à la suite de ses bons résultats. Il participe à nouveau aux championnats du monde sur route dans la catégorie espoirs. Il y est 61e de la course en ligne. En 2011, il gagne à nouveau les championnats d'Afrique du contre-la-montre et du contre-la-montre par équipes, remporte le championnat d'Érythrée du contre-la-montre, une étape de la Tropicale Amissa Bongo et du Tour d'Algérie, et le Kwita Izina Cycling Tour. En fin de saison, il termine deuxième du classement de l'UCI Africa Tour 2011.

### Carrière professionnelle
En 2011, il est recruté par la nouvelle équipe australienne Orica-GreenEDGE, qu'il rejoint en 2012. D'après Shayne Bannan, qui dirige cette équipe, ce sont davantage les résultats de Teklehaimanot aux tests physiologiques que ces résultats en course qui convainquent l'encadrement d'Orica-GreenEDGE de l'engager. Daniel Teklehaimanot s'installe chez son coéquipier Baden Cooke, à Benalla, dans l'État australien de Victoria. Durant cette saison, il est double champion d'Érythrée. Il représente son pays lors de la course en ligne des Jeux olympiques, qu'il termine dans le peloton à la 73e place, et dispute son premier grand tour, le Tour d'Espagne, qu'il termine à la 146e place.
En 2013, Daniel Teklehaimanot est empêché de courir avec son équipe durant les premiers mois de l'année par un problème de visa. Il reprend la compétition en juin au Critérium du Dauphiné. En juillet, il remporte la Prueba Villafranca de Ordizia.

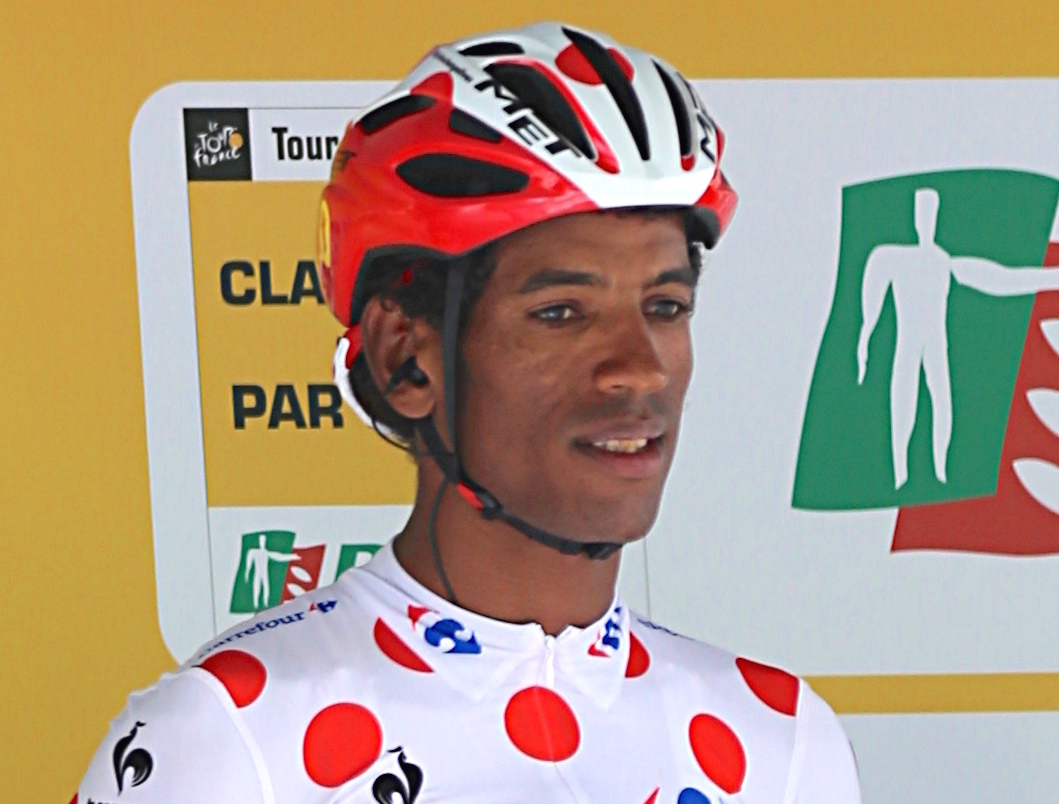
Daniel Teklehaimanot vêtu du maillot à pois lors du Tour de France 2015.

Daniel Teklehaimanot rejoint en 2014 l'équipe sud-africaine MTN-Qhubeka. Il est notamment quatrième du Mzansi Tour en avril, onzième du Tour de Luxembourg en juin. Durant l'été, il dispute le Tour d'Espagne, qu'il termine à la 47e place.
En début d'année 2015, il obtient un nouveau titre de champion d'Afrique du contre-la-montre par équipes, et prend le deuxième place du contre-la-montre individuel de ces championnats. En juin, lors du Critérium du Dauphiné, il participe à plusieurs échappées et remporte le classement de la montagne. À la suite de cette course, il est sélectionné pour disputer en juillet son premier Tour de France. Avec Merhawi Kudus, il est le premier Érythréen à prendre part à cette course. Lors de la sixième étape, entre Abbeville et Le Havre, participant à une échappée à trois, il passe en tête les trois difficultés répertoriées et s'empare du maillot à pois de meilleur grimpeur, devenant ainsi le premier coureur africain à revêtir un maillot distinctif du Tour de France. Fin 2015 il prolonge le contrat qui le lie à son employeur. Il reçoit à l'issue de cette saison les prix de Cycliste africain de l'année et de sportif érythréen de l'année.
En 2016, il obtient la médaille de bronze du championnat d'Afrique du contre-la-montre en février. En juin, il remporte le classement de la montagne du Critérium du Dauphiné, puis réalise un nouveau doublé aux championnats d'Érythrée. Il dispute un deuxième Tour de France, où il est notamment septième de l'étape arrivant au chalet Reynard, sur les pentes du mont Ventoux. Le mois suivant, il représente l'Érythrée aux Jeux olympiques de Rio, où il termine 43e de la course en ligne.
En 2017, Daniel Teklehaimanot participe pour la première fois au Tour d'Italie. Il porte le maillot bleu de leader du classement de la montagne pendant deux jours en début de course. Échappé à plusieurs reprises durant ce Giro, il en remporte le classement des sprints intermédiaires.
À l'issue de la saison 2017, il n'est pas conservé par Dimension Data et signe en 2018 un contrat d'un an avec la formation française Cofidis. Son contrat n'est pas renouvelé pour la saison 2019.

### Retours chez les amateurs
En 2019, il court la Tropicale Amissa Bongo sous le maillot de son équipe nationale, terminant neuvième du général. En juin, il rejoint le club martiniquais de la Pédale Pilotine-Blue Car, en compagnie de son compatriote Tesfom Okubamariam. Sous ses nouvelles couleurs, il remporte le contre-la-montre puis termine troisième du Grand Prix du Marronnage, une course disputée en Guyane française. Après un abandon au Tour de Marie-Galante pour raison de santé, il prend le départ du Tour de Martinique, en étant annoncé comme l'un des favoris.

## Palmarès

### Par années
- 2007
  - 6e étape du Tour d'Érythrée
- 2008
  -  Champion d'Afrique du contre-la-montre espoirs
  -  Champion d'Érythrée sur route
  -  Médaillé d'argent du championnat d'Afrique sur route espoirs
- 2009
  - 1re et 3e étapes du Tour d'Érythrée
  - 2e du Tour d'Érythrée
  - 6e du Tour de l'Avenir
- 2010
  -  Champion d'Afrique sur route
  -  Champion d'Afrique du contre-la-montre
  -  Champion d'Afrique du contre-la-montre par équipes (avec Fregalsi Debesay, Meron Russom et Tesfai Teklit)
  -  Champion d'Afrique sur route espoirs
  -  Champion d'Afrique du contre-la-montre espoirs
  - Grand Prix des Carreleurs
  - Prix du Saugeais
  - 2e étape de la Coupe des nations Ville Saguenay
  - Tour du Rwanda :
    - Classement général
    - 2e étape

  - 3e du Tour du Loiret
- 2011
  -  Champion d'Afrique du contre-la-montre
  -  Champion d'Afrique du contre-la-montre par équipes (avec Natnael Berhane, Fregalsi Debesay et Jani Tewelde)
  -  Champion d'Érythrée du contre-la-montre
  - 4e étape de la Tropicale Amissa Bongo
  - Prix du Saugeais
  - Kwita Izina Cycling Tour :
    - Classement général
    - 1re, 2e et 3e étapes

  - 5e étape du Tour d'Algérie
  - 2e de l'UCI Africa Tour
- 2012
  -  Champion d'Afrique du contre-la-montre
  -  Champion d'Afrique du contre-la-montre par équipes (avec Natnael Berhane, Fregalsi Debesay et Jani Tewelde)
  -  Champion d'Érythrée sur route
  -  Champion d'Érythrée du contre-la-montre
- 2013
  -  Champion d'Afrique du contre-la-montre
  -  Champion d'Afrique du contre-la-montre par équipes (avec Natnael Berhane, Meron Russom et Meron Teshome)
  - Prueba Villafranca de Ordizia
- 2015
  -  Champion d'Afrique du contre-la-montre par équipes (avec Mekseb Debesay, Natnael Berhane et Merhawi Kudus)
  -  Champion d'Érythrée du contre-la-montre
  -  Médaillé d'argent du championnat d'Afrique du contre-la-montre
- 2016
  -  Champion d'Érythrée sur route
  -  Champion d'Érythrée du contre-la-montre
  -  Médaillé de bronze du championnat d'Afrique du contre-la-montre
- 2018
  -  Champion d'Érythrée du contre-la-montre
- 2019
  - 3e étape du Grand Prix du Marronnage (contre-la-montre)
  -  Médaillé d'argent du contre-la-montre par équipes aux Jeux africains
  - 3e du Grand Prix du Marronnage

### Résultats sur les grands tours

#### Tour de France
2 participations
- 2015 : 49e
- 2016 : 85e

#### Tour d'Italie
1 participation
- 2017 : 111e, vainqueur du classement des sprints intermédiaires

#### Tour d'Espagne
2 participations
- 2012 : 146e
- 2014 : 47e

### Classements mondiaux
| Année            | 2008 | 2009 | 2010 | 2011 | 2012 | 2013 | 2014 | 2015 |
| ---------------- | ---- | ---- | ---- | ---- | ---- | ---- | ---- | ---- |
| UCI World Tour   |      |      |      |      | nc   | nc   |      |      |
| UCI Africa Tour  | 66e  | 66e  | 26e  | 2e   |      |      | 100e | 57e  |
| UCI America Tour |      |      | 200e |      |      |      |      |      |
| UCI Europe Tour  |      | 893e |      |      |      |      | 610e |      |

### Résultats sur les championnats

#### Jeux olympiques
| Course en ligne 2 participations. - 2012 : 73e au classement final. - 2016 : 43e au classement final. |

#### Championnats du monde sur route
| Course en ligne 2 participations. - 2011 : 143e au classement final - 2013 : abandon | Contre-la-montre 1 participation. - 2013 : 54e au classement final. |

| Course en ligne espoirs 2 participations. - 2009 : 50e au classement final - 2010 : 61e au classement final | Contre-la-montre espoirs 1 participation. - 2009 : 50e du classement final |

#### Championnats d'Afrique de cyclisme sur route
| Course en ligne 5 participations. - 2010 : Vainqueur de l'épreuve. - 2011 : 13e au classement final - 2012 : 25e au classement final - 2013 : 22e au classement final - 2015 : 11e au classement final | Contre-la-montre 5 participations. - 2010 : Vainqueur de l'épreuve. - 2011 : Vainqueur de l'épreuve. - 2012 : Vainqueur de l'épreuve. - 2013 : Vainqueur de l'épreuve. - 2015 : Vice-champion d'Afrique sur route Contre-la-montre par équipe 5 participations. - 2010 : Vainqueur de l'épreuve. - 2011 : Vainqueur de l'épreuve. - 2012 : Vainqueur de l'épreuve. - 2013 : Vainqueur de l'épreuve. - 2015 : Vainqueur de l'épreuve. |

## Distinctions
- Cycliste africain de l'année : 2015